# Hédé-Bazouges
Hédé-Bazouges é uma comuna francesa na região administrativa da Bretanha, no departamento Ille-et-Vilaine. Estende-se por uma área de 22,39 km². Em 2010 a comuna tinha 2 296 habitantes (densidade: 102,5 hab./km²).